# 寇爾斡里斯
寇爾斡里斯（由“kul”（士兵）和“oğlu”（兒子）組成）是指奧斯曼帝國内非洲省份的土耳其男人和北非（埃及、利比亞、突尼西亞、阿爾及利亞）女人所生的子女。這些人是上述國家的精英。
據估計，在奧斯曼帝國統治北非的300年中，講土耳其文的移民總數至少為1萬人。當局試圖推行土耳其化和防止異族通婚的政策，特別是土耳其人被禁止使用阿拉伯文。這導致當地的寇爾斡里斯和大都市移民之間的衝突和權力分揮，因此這批人交替占上風。
與其他當地人相比，寇爾斡里斯佔據了特權地位。他們從事手工業、貿易和農業。許多寇爾斡里斯服兵役，軍事服務免除了他們納稅的需要。